# The Game Awards 2015
The Game Awards 2015 foi a 2ª cerimônia de premiação anual do The Game Awards, na qual reconheceu os melhores jogos eletrônicos de 2015. O evento, produzido e apresentado por Geoff Keighley, foi realizado no teatro Microsoft Theater, localizado no centro de Los Angeles, Califórnia, no dia 3 de dezembro de 2015, e distribuiu prêmios em 23 categorias (uma a mais que na edição anterior). No evento, The Witcher 3: Wild Hunt ganhou o prêmio de Jogo do Ano, enquanto a CD Projekt RED recebeu o prêmio de Desenvolvedora do Ano.
Além dos prêmios, dez novos jogos foram oficialmente anunciados durante a cerimônia, incluindo a inesperada série episódica do Batman, da Telltale Games, The Walking Dead: Michonne, também da Telltale, Psychonauts 2, da Double Fine Productions, Rock Band VR para Oculus Rift, da Harmonix, além da apresentação de novos trailers para Far Cry Primal, Uncharted 4: A Thief's End, Quantum Break, Star Citizen, Rocket League para Xbox One e Shadow Complex remasterizado para PC.

## Vencedores e indicados
As categorias e os indicados ao evento foram revelados no dia 13 de novembro de 2015. Os vencedores estão destacados em negrito.

### Categorias (escolha do júri)
| Jogo do Ano | Desenvolvedora do Ano |
| --- | --- |
| - The Witcher 3: Wild Hunt – CD Projekt Red - Bloodborne – FromSoftware - Fallout 4 – Bethesda Game Studios - Metal Gear Solid V: The Phantom Pain – Kojima Productions - Super Mario Maker – Nintendo                                        | - CD Projekt Red - Bethesda Game Studios - FromSoftware - Kojima Productions - Nintendo |
| Melhor Narrativa | Melhor Direção de Arte |
| - Her Story – Sam Barlow - Life Is Strange – Dontnod Entertainment - Tales from the Borderlands – Telltale Games - The Witcher 3: Wild Hunt – CD Projekt Red - Until Dawn – Supermassive Games                                                | - Ori and the Blind Forest – Moon Studios - Batman: Arkham Knight – Rocksteady Studios - Bloodborne – FromSoftware - Metal Gear Solid V: The Phantom Pain – Kojima Productions - The Witcher 3: Wild Hunt – CD Projekt Red                                                        |
| Melhor Trilha Sonora | Melhor Performance |
| - Metal Gear Solid V: The Phantom Pain – Kojima Productions - Fallout 4 – Bethesda Game Studios - Halo 5: Guardians – 343 Industries - Ori and the Blind Forest – Moon Studios - The Witcher 3: Wild Hunt – CD Projekt Red                    | - Viva Seifert como Hannah Smith – Her Story - Ashly Burch como Chloe Price – Life Is Strange - Camilla Luddington como Lara Croft – Rise of the Tomb Raider - Doug Cockle como Geralt de Rívia – The Witcher 3: Wild Hunt - Mark Hamill como Joker – Batman: Arkham Knight       |
| Melhor Jogo Independente | Melhor Jogo Mobile/Portátil |
| - Rocket League – Psyonix - Axiom Verge – Tom Happ - Her Story – Sam Barlow - Ori and the Blind Forest – Moon Studios - Undertale – Toby Fox                                                                                                  | - Lara Croft Go – Square Enix Montréal - Downwell – Moppin - Fallout Shelter – Bethesda Game Studios e Behaviour Interactive - Monster Hunter 4 Ultimate – Capcom - Pac-Man 256 – Hipster Whale                                                                                   |
| Jogo Mais Impactante | Melhor Jogo de Tiro |
| - Life Is Strange – Dontnod Entertainment - Cibele – Star Maid Games - Her Story – Sam Barlow - Sunset – Tale of Tales - Undertale – by Toby Fox                                                                                              | - Splatoon – Nintendo - Call of Duty: Black Ops III – Treyarch - Destiny: The Taken King – Bungie - Halo 5: Guardians – 343 Industries - Star Wars Battlefront – DICE |
| Melhor Jogo de Ação-aventura | Melhor Jogo de RPG |
| - Metal Gear Solid V: The Phantom Pain – Kojima Productions - Assassin's Creed Syndicate – Ubisoft Quebec - Batman: Arkham Knight – Rocksteady Studios - Ori and the Blind Forest – Moon Studios - Rise of the Tomb Raider – Crystal Dynamics | - The Witcher 3: Wild Hunt – CD Projekt Red - Bloodborne – FromSoftware - Fallout 4 – Bethesda Game Studios - Pillars of Eternity – Obsidian Entertainment - Undertale – Toby Fox                                                                                                 |
| Melhor Jogo de Luta | Melhor Jogo para Família |
| - Mortal Kombat X – NetherRealm Studios - Guilty Gear Xrd –SIGN– – Arc System Works Team Red - Rise of Incarnates – Bandai Namco Entertainment - Rising Thunder – Radiant Entertainment                                                       | - Super Mario Maker – Nintendo - Disney Infinity 3.0 – Avalanche Software com obra adicional da Ninja Theory, Studio Gobo, Sumo Digital e United Front Games - Lego Dimensions – Traveller's Tales - Skylanders: SuperChargers – Vicarious Visions e Beenox - Splatoon – Nintendo |
| Melhor Jogo de Esporte/Corrida | Melhor Jogo Multiplayer |
| - Rocket League – Psyonix - FIFA 16 – EA Canada - Forza Motorsport 6 – Turn 10 Studios - NBA 2K16 – Visual Concepts - Pro Evolution Soccer 2016 – PES Productions                                                                             | - Splatoon – Nintendo - Call of Duty: Black Ops III – Treyarch - Destiny: The Taken King – Bungie - Halo 5: Guardians – 343 Industries - Rocket League – Psyonix |

### Escolha do público
| Jogo Mais Aguardado | Jogador de eSports do Ano |
| --- | --- |
| - No Man's Sky – Hello Games - Horizon Zero Dawn – Guerrilla Games - Quantum Break – Remedy Entertainment - The Last Guardian – genDESIGN e Japan Studio - Uncharted 4: A Thief's End – Naughty Dog | - Kenny "KennyS" Schrub (Team EnVyUs – Counter-Strike: Global Offensive) - Lee "Faker" Sang-hyeok (SK Telecom T1 – League of Legends) - Olof "olofmeister" Kajbjer (Fnatic – Counter-Strike: Global Offensive) - Peter "ppd" Dager (Evil Geniuses – Dota 2) - Syed Sumail "Suma1L" Hassan (Evil Geniuses – Dota 2) |
| Time de eSports do Ano | Jogo de eSports do Ano |
| - OpTic Gaming - Evil Geniuses - Fnatic - SK Telecom T1 - Team SoloMid | - Counter-Strike: Global Offensive – Valve - Call of Duty: Advanced Warfare – Sledgehammer Games - Dota 2 – Valve - Hearthstone: Heroes of Warcraft – Blizzard Entertainment - League of Legends – Riot Games |
| Trending Gamer | Melhor Criação de Fã |
| - Greg Miller - TotalBiscuit - Christopher "MonteCristo" Mykles - Markiplier - PewDiePie | - Portal Stories: Mel – Prism Studios - GTA V - Targets – Hoodoo Operator - Real GTA – Corridor Digital - Twitch Plays Dark Souls – Comunidade Twitch |

### Prêmios honorários
| Prêmio de Ícone da Indústria                     |
| ------------------------------------------------ |
| - Brett Sperry e Louis Castle (Westwood Studios) |

## Jogos com múltiplas indicações e prêmios
| Indicações | Jogo                                 |
| ---------- | ------------------------------------ |
| 6          | The Witcher 3: Wild Hunt             |
| 4          | Her Story                            |
| 4          | Metal Gear Solid V: The Phantom Pain |
| 4          | Ori and the Blind Forest             |
| 3          | Batman: Arkham Knight                |
| 3          | Bloodborne                           |
| 3          | Fallout 4                            |
| 3          | Halo 5: Guardians                    |
| 3          | Life Is Strange                      |
| 3          | Rocket League                        |
| 3          | Splatoon                             |
| 3          | Undertale                            |
| 2          | Call of Duty: Black Ops III          |
| 2          | Destiny: The Taken King              |
| 2          | Rise of the Tomb Raider              |
| 2          | Super Mario Maker                    |

| Prêmios | Jogo                                 |
| ------- | ------------------------------------ |
| 2       | Her Story                            |
| 2       | Metal Gear Solid V: The Phantom Pain |
| 2       | Rocket League                        |
| 2       | Splatoon                             |
| 2       | The Witcher 3: Wild Hunt             |

## Júri e consultores

### Júri
| Membro do júri       | Veículo              | País           |
| -------------------- | -------------------- | -------------- |
| Woodee               | Associated Press     | Estados Unidos |
| Federico Cella       | Corriere della Sera  | Itália         |
| Victor Lucas         | Electric Playground  | Canadá         |
| Jean-Marc Wallimann  | ExtraLife            | França         |
| Andy McNamara        | Game Informer        | Estados Unidos |
| Ludwig Kietzmann     | GamesRadar           | Estados Unidos |
| Jeff Gerstmann       | Giant Bomb           | Estados Unidos |
| Tal Blevins          | IGN                  | Estados Unidos |
| Clayton Purdom       | Kill Screen          | Estados Unidos |
| Jorge Arellano       | LevelUp              | México         |
| Nacho Ortiz          | Meristation          | Espanha        |
| Tyler Wilde          | PC Gamer             | Estados Unidos |
| Christopher Grant    | Polygon              | Estados Unidos |
| Theo Artioli Azevedo | UOL Jogos            | Brasil         |
| Brett Molina         | USA Today            | Estados Unidos |
| Chris Kohler         | Wired                | Estados Unidos |
| Stephen Farrelly     | AusGamers            | Austrália      |
| Tony Mott            | EDGE                 | Reino Unido    |
| Darren Franich       | Entertainment Weekly | Estados Unidos |
| Katsuhiko Hayashi    | Famitsu              | Japão          |
| Ben Howard           | GameSpot             | Estados Unidos |
| Brandon Jones        | GameTrailers         | Estados Unidos |
| Keith Stuart         | The Guardian         | Reino Unido    |
| Frédéric Goyon       | JeuxVideo            | França         |
| Todd Martens         | Los Angeles Times    | Estados Unidos |
| Chelsea Stark        | Mashable             | Estados Unidos |
| Malik Forté          | Nerdist Industries   | Estados Unidos |
| Robert Khoo          | Penny Arcade         | Estados Unidos |
| Joachim Hesse        | SPIELETIPPS          | Alemanha       |
| Jeremy Parish        | US Gamer             | Estados Unidos |
| Mike Diver           | Vice                 | Reino Unido    |
| Ben Silverman        | Yahoo!               | Estados Unidos |

### Consultores

#### Centrais
| Membro do Conselho Consultivo | Descrição                                                | País           |
| ----------------------------- | -------------------------------------------------------- | -------------- |
| Eric Hirshberg                | Diretor executivo, Activision Publishing                 | Estados Unidos |
| Peter Moore                   | Diretor de operações, Electronic Arts                    | Estados Unidos |
| Hideo Kojima                  | Fundador da Kojima Productions                           | Japão          |
| Phil Spencer                  | Chefe da divisão Xbox da Microsoft                       | Estados Unidos |
| Reggie Fils-Aime              | Presidente e diretor de operações da Nintendo of America | Estados Unidos |
| Shawn Layden                  | Diretor executivo, Sony Computer Entertainment America   | Estados Unidos |
| David Haddad                  | Presidente, Warner Bros. Interactive Entertainment       | Estados Unidos |
| Yves Guillemot                | CEO e co-fundador, Ubisoft                               | França         |
| Rockstar Games                | Produtora da série Grand Theft Auto                      | Estados Unidos |
| Valve Corporation             | Produtora de Dota 2 e da série Counter-Strike            | Estados Unidos |

#### e-Sports
| ESports Advisory Panel Member | Media           | Country        |
| ----------------------------- | --------------- | -------------- |
| Richard Lewis                 | Breitbart       | Reino Unido    |
| Paul "ReDeYe" Chaloner        | Gfinity         | Reino Unido    |
| Travis Gafford                | GameSpot        | Estados Unidos |
| Rob Simpson                   | Redbull eSports | Estados Unidos |
| Marcus "djWHEAT" Graham       | Twitch          | Estados Unidos |
| Michal Blicharz               | ESL             | Estados Unidos |
| Kevin Knocke                  | IGN             | Estados Unidos |
| Radoslav Kolev                | GosuGamers      | Bulgária       |
| Kevin Morris                  | The Daily Dot   | Estados Unidos |
| Lester Chen                   | YouTube Gaming  | Estados Unidos |